# Àcid gras cis
Un àcid gras cis és un tipus d'àcid gras que presenta almenys un enllaç doble a la seva cadena de carbonis i que la seva isomeria, al contrari dels àcids grassos trans, és de configuració "cis". Són àcids líquids a temperatura ambient que fan greixos que també ho són. A la natura és la isomeria habitual, però a partir d'ells es fan productes sòlids (com, per exemple, la margarina) industrials, d'isomeria trans, (vegeu àcid gras trans)que són sòlids i, encara que provinguin dels cis, que són d'origen vegetal, no tenen els mateixos efectes sobre l'organisme.

## Estructura
Atès que els dobles enllaços són estructures rígides, les molècules que els contenen poden presentar-se en dues formes: cis i trans. Els isòmers trans tenen els grups semblants o idèntics en cantons oposats respecte al doble enllaç, mentre els cis els tenen a la mateixa banda.
| Diagrama de l'estructura molecular de diversos àcids grassos                          | Diagrama de l'estructura molecular de diversos àcids grassos                                            | Diagrama de l'estructura molecular de diversos àcids grassos                                              |
| Àcids grassos saturats                                                                | Acid gras Cis-insaturat                                                                                 | Àcid gras Trans-insaturat                                                                                 |
| ------------------------------------------------------------------------------------- | --- | --- |
| Àcids grassos saturats                                                                | Acid gras Cis-insaturat                                                                                 | Àcid gras Trans-insaturat                                                                                 |
| àtoms de carboni saturats (cada un amb 2 hidrògens) units mitjançant un enllaç simple | átoms de carboni insaturats (cada un amb 1 hidrogen) units mitjançant un enllaç doble. Configuració cis | àtoms de carboni insaturats (cada un amb 1 hidrogen) units mitjançant un enllaç doble. Configuració trans |

L'estructura tridimensional de la molècula és diferent si hi ha un doble enllaç cis o trans, ja que, mentre si aquest és trans, la molècula continua sent lineal, l'enllaç cis li produeix un colze en aquest punt, com es veu a la figura següent:
En una molècula hi haurà tants colzes com enllaços dobles de tipus cis, de manera que si en té molts, aquesta tendirà a agafar una forma de tirabusó. La figura següent mostra l'àcid araquidònic, que té quatre enllaços cis:

A cada enllaç Z s'observa un plegament o canvi de direcció de 45°